# Thryallis granulosus
Thryallis granulosus là một loài bọ cánh cứng trong họ Cerambycidae.